# Veresegyház
Veresegyház – miasto na Węgrzech, w komitacie Pest, siedziba władz powiatu Veresegyház.

## Miasta partnerskie
- Atia
- Givat Shmuel
- Pastovce
- Šarovce
- Schneeberg